# Tara Hoyos-Martinez
 (décembre 2024).
Si vous disposez d'ouvrages ou d'articles de référence ou si vous connaissez des sites web de qualité traitant du thème abordé ici, merci de compléter l'article en donnant les références utiles à sa vérifiabilité et en les liant à la section « Notes et références ».
Tara Hoyos-Martinez, née le 28 mars 1990 à Londres, est une britannique élue Miss Univers Royaume-Uni 2010, à Birmingham, le 2 mai.
Elle est née de parents colombiens vivant en Angleterre.

## Biographie
Tara est une étudiante en pharmacie et chimie biologique à l'université de Manchester et a l'intention de suivre des études de médecine post-universitaires pour devenir chirurgien.
Elle représente la Grande-Bretagne à l'élection de Miss Univers 2010.